# Списак олимпијаца Северне Македоније
Следећи списак представља списак олимпијаца Северне Македоније по спортовима који се такмиче за Северну Македонију на Олимпијским играма. На списку се налази и шест олимпијаца из Северне Македоније који су се 1992. у Барселони такмичили као независни олимпијски учесници. За олимпијце рођене у Северној Македонији који су се такмичили за време СХС, Краљевине Југославије и СФРЈ погледај Списак олимпијаца Југославије (1920-1992 ЗОИ).

## Летње олимпијске игре

### Атлетика
- Александра Војневска
- Кристијан Ефремов
- Дрита Ислами
- Даниела Кулеска
- Елизабета Павловска
- Ристе Пандев
- Христина Ристеска
- Ивана Рожман
- Реџеп Селман
- Ванчо Стојанов
- Јован Стојоски

### Кајак и кану
Дивље воде
- Лазо Милоевић
- Атанас Николовски
- Лазар Поповски
- Ненад Трпковски
- Ана Угриновска

### Карате
- Пулексенија Јованоска

### Пливање
- Марко Блажевски
- Миа Блажевска Еминова
- Анастасија Богдановски
- Мирјана Бошевска
- Филип Деркоски
- Зоран Лазаровски
- Александар Маленко
- Симона Маринова
- Наташа Мешковска
- Александар Миладиновски
- Елена Поповска
- Михајло Ристовски
- Весна Стојановска
- Кире Филиповски

### Рвање
- Валери Верхушин
- Насир Гаџиханов
- Мохамед Ибрахимов
- Магомедгаџи Нуров
- Сихамир Османов
- Мурад Рамазанов
- Влатко Соколов
- Шабан Трстена
- Зоран Шоров

### Стрељаштво
- Нина Балабан
- Борјан Бранковски
- Дарко Насески
- Сашо Несторов
- Дивна Пешић

### Теквондо
- Дејан Георгиевски

### Џудо
- Катерина Николоска
- Арбреша Реџепи

## Зимске олимпијске игре

### Алпско скијање
- Ивана Ивчевска
- Ђорђи Марковски
- Јана Николовска
- Дејан Пановски
- Антонио Ристевски
- Александар Стојановски

### Скијашко трчање
- Дарко Дамјановски
- Ђоко Динески
- Ставре Јада
- Росана Кироска
- Марија Колароска
- Викторија Тодоровска
- Ана Цветановска